# Österreichische Alpine Skimeisterschaften 2001
Bei den Österreichischen Alpinen Skimeisterschaften 2001 hätten ursprünglich alle Bewerbe am Stuhleck in Spital am Semmering stattfinden sollen. Wegen zu warmer Witterung mussten aber sämtliche Rennen auf andere Orte verlegt werden. Die Speedbewerbe wurden schon frühzeitig an Innerkrems abgegeben, die Slaloms fanden in Bad Kleinkirchheim statt. Der Riesenslalom der Herren wurde in See nachgetragen, jener der Damen in Damüls. Die Rennen waren international besetzt, um die Österreichische Meisterschaft fuhren jedoch nur die österreichischen Teilnehmer.

## Herren

### Abfahrt
| Platz | Name               | Zeit        |
| ----- | ------------------ | ----------- |
| 01    | Fritz Strobl       | 1:16,68 min |
| 02    | Michael Walchhofer | 1:17,16 min |
| 03    | Peter Rzehak       | 1:17,17 min |
| 04    | Christian Greber   | 1:17,19 min |
| 05    | Hannes Trinkl      | 1:17,43 min |
| 06    | Norbert Holzknecht | 1:17,54 min |
| 07    | Klaus Kröll        | 1:17,63 min |
| 08    | Andreas Buder      | 1:17,79 min |
| 09    | Patrick Wirth      | 1:18,02 min |
| 10    | Roland Assinger    | 1:18,07 min |

Datum: 21. März 2001

Ort: Innerkrems

### Super-G
| Platz | Name                  | Zeit        |
| ----- | --------------------- | ----------- |
| 01    | Josef Strobl          | 1:26,78 min |
| 02    | Jernej Reberšak (SLO) | 1:27,29 min |
| 03    | Norbert Holzknecht    | 1:27,41 min |
| 04    | Gregor Šparovec (SLO) | 1:27,51 min |
| 05    | AJ Bear (AUS)         | 1:27,62 min |
| 06    | Peter Rzehak          | 1:27,69 min |
| 07    | Hannes Reichelt       | 1:27,87 min |
| 08    | Christoph Alster      | 1:27,94 min |
| 09    | Georg Streitberger    | 1:28,09 min |
| 10    | Roland Assinger       | 1:28,11 min |

Datum: 24. März 2001

Ort: Innerkrems

### Riesenslalom
| Platz | Name               | Zeit        |
| ----- | ------------------ | ----------- |
| 01    | Alois Vogl (GER)   | 2:00,97 min |
| 02    | Christoph Alster   | 2:01,17 min |
| 03    | Martin Marinac     | 2:01,40 min |
| 04    | Rainer Schönfelder | 2:01,84 min |
| 05    | Matthias Lanzinger | 2:02,04 min |
| 06    | Michael Walchhofer | 2:02,27 min |
| 07    | Manfred Pranger    | 2:02,68 min |
| 08    | Florian Seer       | 2:02,79 min |
| 09    | Reinfried Herbst   | 2:02,87 min |
| 10    | Hannes Reichelt    | 2:02,92 min |

Datum: 5. April 2001

Ort: See

### Slalom
| Platz | Name                | Zeit        |
| ----- | ------------------- | ----------- |
| 01    | Kurt Engl           | 1:40,32 min |
| 02    | Manfred Pranger     | 1:40,95 min |
| 03    | Kilian Albrecht     | 1:41,00 min |
| 04    | Rainer Schönfelder  | 1:41,46 min |
| 05    | Pierre Egger        | 1:42,40 min |
| 06    | Andreas Omminger    | 1:42,48 min |
| 07    | Matthias Lanzinger  | 1:42,89 min |
| 08    | Hannes Reiter       | 1:42,93 min |
| 09    | Stanley Hayer (CZE) | 1:43,08 min |
| 10    | Andrej Šporn (SLO)  | 1:43,09 min |

Datum: 26. März 2001

Ort: Bad Kleinkirchheim

### Kombination
Die Kombination setzt sich aus den Ergebnissen von Slalom, Riesenslalom und Abfahrt zusammen.
| Platz | Name               |
| ----- | ------------------ |
| 1     | Matthias Lanzinger |
| 2     | Kurt Engl          |
| 3     | Kilian Albrecht    |

## Damen

### Abfahrt
| Platz | Name                 | Zeit        |
| ----- | -------------------- | ----------- |
| 01    | Stefanie Schuster    | 1:21,72 min |
| 02    | Andrea Felber        | 1:22,06 min |
| 03    | Doris Götzenbrucker  | 1:22,16 min |
| 04    | Ingrid Rumpfhuber    | 1:22,29 min |
| 05    | Katharina Dorner     | 1:22,30 min |
| 06    | Manuela Mair         | 1:22,40 min |
| 07    | Marianna Salchinger  | 1:22,42 min |
| 08    | Elisabeth Gmainer    | 1:22,57 min |
| 09    | Lucie Hrstková (CZE) | 1:22,65 min |
| 10    | Silvia Berger        | 1:22,73 min |

Datum: 21. März 2001

Ort: Innerkrems

### Super-G
| Platz | Name                 | Zeit        |
| ----- | -------------------- | ----------- |
| 01    | Ingrid Rumpfhuber    | 1:29,93 min |
| 02    | Astrid Vierthaler    | 1:30,41 min |
| 03    | Christine Sponring   | 1:30,69 min |
| 04    | Andrea Felber        | 1:30,84 min |
| 05    | Karin Blaser         | 1:30,90 min |
| 06    | Špela Bračun (SLO)   | 1:30,96 min |
| 07    | Lucie Hrstková (CZE) | 1:30,98 min |
| 08    | Tanja Schneider      | 1:31,23 min |
| 09    | Michaela Dorfmeister | 1:31,42 min |
| 10    | Silvia Berger        | 1:31,97 min |

Datum: 24. März 2001

Ort: Innerkrems

### Riesenslalom
| Platz | Name                    | Zeit        |
| ----- | ----------------------- | ----------- |
| 01    | Christiane Bauer (GER)  | 2:03,84 min |
| 02    | Petra Zakouřilová (CZE) | 2:04,10 min |
| 03    | Eveline Rohregger       | 2:04,31 min |
| 04    | Maria Riesch (GER)      | 2:04,57 min |
| 05    | Kumiko Kashiwagi (JPN)  | 2:04,58 min |
| 06    | Stefanie Schuster       | 2:04,95 min |
|       | Michaela Kirchgasser    | 2:04,95 min |
| 08    | Petra Knor              | 2:05,13 min |
| 09    | Andrea Felber           | 2:05,43 min |
| 10    | Nicole Hosp             | 2:05,46 min |

Datum: 5. April 2001

Ort: Damüls

### Slalom
| Platz | Name                   | Zeit        |
| ----- | ---------------------- | ----------- |
| 01    | Christine Sponring     | 1:37,98 min |
| 02    | Sabine Egger           | 1:39,61 min |
| 03    | Eva Walkner            | 1:41,04 min |
| 04    | Stefanie Schuster      | 1:41,33 min |
| 05    | Kumiko Kashiwagi (JPN) | 1:41,91 min |
| 06    | Astrid Vierthaler      | 1:42,34 min |
| 07    | Sabrina Raich          | 1:42,54 min |
| 08    | Karin Blaser           | 1:42,60 min |
| 09    | Mojca Rataj (SLO)      | 1:42,66 min |
| 10    | Daniela Zeiser         | 1:42,70 min |

Datum: 25. März 2001

Ort: Bad Kleinkirchheim

### Kombination
Die Kombination setzt sich aus den Ergebnissen von Slalom, Riesenslalom und Abfahrt zusammen.
| Platz | Name              |
| ----- | ----------------- |
| 1     | Stefanie Schuster |
| 2     | Eveline Rohregger |
| 3     | Katharina Dorner  |